# Woobinda (singolo)
Woobinda è un brano musicale sigla dell'omonima serie televisiva trasmessa in Italia fra la fine degli anni settanta e l'inizio degli anni ottanta. Il singolo discografico, inciso da Riccardo Zara e Le Mele Verdi, alla prima tiratura ha venduto oltre mezzo milione di copie, raggiungendo il sesto posto nella classifica dei singoli più venduti

## Descrizione
(Ritornello del brano musicale)
Il testo è stato scritto da Marina Fabbri e da Andrea Lo Vecchio, su musica di Riccardo Zara.
La realizzazione del brano venne affidata a Zara che scrisse testo, musica e arrangiamenti ma il produttore artistico della Cetra, Marino Marini, ritenne che il testo non fosse adatto e lo fece riadattare ad Andrea Lo Vecchio (sul disco è accreditato anche a Rosanna Fabbri). All'incisione della sigla partecipò anche il bambino Paolino, il figlio di Mitzi Amoroso, che all'epoca aveva solo tre anni: è lui che grida Aiutami!, Dai sbrigati, Fai subito, ecc... 
Tra i coristi delle Mele Verdi che presero parte all'incisione ci furono: Annalisa Imbemba, Lorenza Massara, Maria Francesca Peroni, Maddalena Palladino, Chiara Palladino, Simona Luccini, Lara Bobbio, Anna Scardovelli e Stefania Bruno.
La canzone viene citata anche da Aldo Nove nel racconto Woobinda, contenuto nell'omonima raccolta Woobinda, in seguito integrata in Superwoobinda.

## Formazione
- Riccardo Zara – voce, cori, tastiere, chitarre, basso
- Walter Scebran – batteria
- Le Mele Verdi – cori
- Mitzi Amoroso – direzione cori

## Edizioni
Il brano è stato pubblicato sui seguenti supporti:
- 45 giri - Woobinda / Woobinda (strumentale), Cetra, 1978
- 33 giri -  Astrodisco, K-Tel, 1979
- 33 giri - Le più belle Sigle TV, Cetra, 1979
- 33 giri - Supersigle TV vol. 1, Fonit Cetra, 1979
- 33 giri - Supersigle TV vol. 1, Fonit Cetra, 1980
- 33 giri - W la tivù, Fonit Cetra, 1987
- CD -Ufo robot & co., Fonit Cetra, 1997
- CD - Ufo robot supersigle, Warner Fonit, 1999
- CD - Goldrake & Supersigle, Warner Music, 2005
- CD - I grandi successi della TV vol. 2, Rhino/Warner, 2007